# Tsunan
Tsunan (津南町 Tsunan-machi?) es un municipio situado en la prefectura de Niigata, Japón. Tiene una población estimada, a fines de febrero de 2022, de 9031 habitantes.
Está ubicado en la parte centro-oeste de la isla de Honshū, en la región de Chūbu.

## Geografía
Se encuentra en el suroeste de la prefectura de Niigata, en una zona montañosa que limita con el norte de la prefectura de Nagano. Debido a su ubicación geográfica entre el mar de Japón y los Alpes japoneses circundantes, tiene una de las nevadas anuales más altas de Japón. Hay numerosas estaciones de esquí en la región. El monte Naeba (2145 metros) se encuentra en parte dentro de los límites del municipio.

## Historia
El área del Tsunan actual era parte de la antigua provincia de Echigo y era territorio tenryō bajo el control directo del shogunato Tokugawa en el período Edo. Tras la restauración Meiji, el área se organizó en varias aldeas dentro del distrito de Nakauonuma, Niigata. El municipio de Tsunan se estableció el 1 de enero de 1955 por la fusión de las aldeas de Tomaru, Kamigō, Ashigasaki, Akinari, Nakafukami y Shimofunato.

## Economía
La economía local está dominada por la agricultura. La zona es conocida por su arroz, sake, tomates, girasoles y fideos de trigo sarraceno. El pueblo también se encuentra a poca distancia de la vecina Tōkamachi.

## Demografía
Según los datos del censo japonés, la población de Tsunan ha disminuido constantemente en los últimos 60 años.
| Gráfica de evolución demográfica de Tsunan entre 1940 y 2022 |
|                                                              |
| Oficina de Estadísticas de Japón                             |